# راي موراي
راي موراي (بالإنجليزية: Ray Murray)‏ هو لاعب كرة قاعدة أمريكي، ولد في 12 أكتوبر 1917 في سبرينغ هوب في الولايات المتحدة، وتوفي في 9 أبريل 2003 في فورت وورث في الولايات المتحدة.

## وصلات خارجية
- راي موراي على موقعبيزبول رفرنس.كوم (الدوري الرئيسي) (الإنجليزية)
- راي موراي على موقعبيزبول رفرنس.كوم (الدوري الثانوي) (الإنجليزية)